# Do I Wanna Know?
«Do I Wanna Know?» — пісня британського інді-рок-гурту Arctic Monkeys з їхнього п'ятого студійного альбому AM. Була випущена як сингл 19 червня 2013 року і стала доступна для цифрового завантаження в iTunes Store.
Вперше пісня була представлена публіці 22 травня 2013 року на відкритті концерту у Вентурі, Каліфорнія. Також була відкриваючою композицією двох концертів: на шведському фестивалі Hultsfred 14 червня і на данському фестивалі NorthSide 16 червня.

## Музичний кліп
Музичний кліп до пісні, зрежисований Девідом Вілсоном спільно з анімаційним агентством Blinkink, був представлений на YouTube 18 червня 2013 року. Він починається вібруванням зображених звукових хвиль синхронно голосу вокаліста Алекса Тернера, які також демонструють ритм пісні. Пізніше вони починають трансформуватися в анімованих жінок (включаючи ту, що зображена на обкладинці синглу), в машини, в птахів, риб і в інші анімовані об'єкти.

## Список композицій
| Цифрове завантаження | Цифрове завантаження | Цифрове завантаження |
| #                    | Назва                | Тривалість           |
| -------------------- | -------------------- | -------------------- |
| 1.                   | «Do I Wanna Know?»   | 4:33                 |

## Чарти
| Чарт                    | Позиція |
| ----------------------- | ------- |
| Irish Singles Chart     | 37      |
| UK Singles Chart        | 11      |
| iTunes UK Singles Chart | 3       |
| Scottish Singles Chart  | 12      |